# Chionaema tristigmalis
Chionaema tristigmalis là một loài bướm đêm thuộc phân họ Arctiinae, họ Erebidae.